# インドネシア語
インドネシア語（インドネシアご、Bahasa Indonesia）は、インドネシア共和国の言語。同国の国語である。

## 概要
もともとインドネシア語は、独立前のオランダ領東インド時代、さらにそれをさかのぼる交易の時代にマラッカ海峡の東西両岸およびその周辺海域で用いられていた交易語（リングワ・フランカ）の海峡マレー語であった。
まず、オランダ領東インド時代に独立運動のなかで民族の統一言語としてマレー語のリアウ州の一方言をベースに作られ、インドネシア建国時に、共通語による"多言語国家での国民統一"のため国語に制定された。マレーシア語と共通部分が多く、お互いにかなりの部分で通じ合う。但しインドネシア語にはジャワ語などの地方語、旧宗主国オランダのオランダ語などの借用語が多く見られ、その部分では異なっている。
オーストロネシア語族マレー・ポリネシア語派に属し、タガログ語（フィリピン語）とも類似点が数多く見られる。形態論上では日本語と同じく膠着語に分類される。

## 歴史
インドネシア語が民族の言葉として認められていく過程で画期となったのは、宗主国オランダからの独立を求める民族主義運動のころ、1928年10月27日・28日に開催された第二回インドネシア青年会議における次のような決議であった。
青年の誓い
我々インドネシア青年男女は、インドネシア国というただ一つの祖国をもつことを確認します
我々インドネシア青年男女は、インドネシア民族というただ一つの民族であることを確認します
我々インドネシア青年男女は、インドネシア語という統一言語を使用します

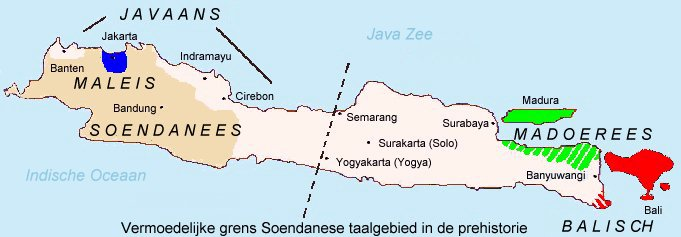
ジャワ島の言語分布地図。白のジャワ語の他、西部のスンダ語、東部のマドゥラ語などがみられる

民族主義運動の初期には、オランダ領東インドで最大人口を誇ったジャワ人の言語であるジャワ語を国語にするという運動もあったが、この「青年の誓い」では、そのようなジャワ優先主義は退けられた。すでに優位なジャワ人が更に優位になってしまうこと、ジャワ語には複雑な敬語表現があり習得が難しいこと、また身分差別のない平等な言語が求められていたがジャワ語は身分を意識した表現が多用されるのでふさわしくないこと、などの理由でジャワ語は全体の半数が話すにもかかわらず選ばれなかった。
以後、インドネシア語での言論・出版活動、民族主義運動などを通じて、本来スマトラ島のマラッカ海峡地域の言語であるマレー語（の一種）をベースとしたインドネシア語が、民族の言葉としての地位を確立していくことになった。
独立後のインドネシアでは「インドネシアは多民族が共存する。どの民族が支配してもいけない。どの民族の言語(地方語)も国語になってはならない。ある民族の言語が国語になれば、その民族が国を支配するからである。」という政治思想の下、インドネシア語が国語として整備された。国語教育が初等教育過程に導入され、官庁用語もインドネシア語に統一された。また出版や放送メディアにおけるインドネシア語の使用も、この言語の普及に大きな役割を果たした。
このような来歴をふりかえると、民族主義運動期から独立後の過程を経て、インドネシア語を母語とする人口が徐々に増えてきたことがうかがえる。

## 現状
インドネシア語が国語に制定された建国時はインドネシア語を母語とする人口は5％とかなり少なかった。多くの国民にとってインドネシア語は母語の次に覚える第二言語であり、これは現在でも同じである。たとえばジャワの学校教育の現場では、授業はインドネシア語で行なわれるが、生徒はジャワ語でおしゃべりするという、「公の言葉」であるインドネシア語と「私の言葉」である地方語との使い分けは、学校教育に限らず、インドネシア人の生活のあらゆる場面でみられる光景である。ジャワ人の日常ではジャワ語が、またスンダ人の日常ではスンダ語がそれぞれ用いられているなど、公用語と数百の地域語が並存している状況である。ただしジャカルタなどの大都市ではインドネシア語を母語とする人が確実に増えつつある。

## 正書法と発音
オランダがインドネシアの宗主国であった関係から、オランダ語式の正書法が長年使われてきたが、1972年に現行の正書法が制定され、このときインドネシア・マレーシア言語審議会により両国での正書法が統一されている。そして1977年以降は国内の印刷物などはすべてこの正書法に従っている。ただし、人名については一部表記の混在がみられる（SukarnoとSoekarnoなど）。
文字にはラテン文字（ローマ字）を用いており、ダイアクリティカルマークはほとんど用いない。日本語のヘボン式ローマ字と異なるのは、次の通りである。
- c - 外来の固有名詞を除き、チャチチュチェチョのような音 [tʃ]。 例： cabe （チャベ）「唐辛子」、cinta （チンタ）「愛」。
- e - エの発音の場合と曖昧母音の場合とがあり、単語により決まっている。辞書や初心者向けの本のように区別する必要がある場合には、エの発音の時に é と表記する。
- f, v - 共に [f] の発音になる。 例： fiskal （フィスカル）「出国税」、visa （フィサ）「ビザ」。
- sy - 英語の sh、日本語のシャ・シ・シュ・シェ・ショのような音 [ʃ]。
- w - 英語の w と同じ発音になる。 例： warna （ワルナ）「色」、wisata （ウィサタ）「観光」。
- ng - 鼻にかかったガ行音 [ŋ]。たとえば「風」を意味する angin [aŋin] という語は、「アギン」の「ギ」を鼻にかけて発音する。 [g] が入って「アンギン」 [aŋgin] にならないよう注意。
- h - ハヒヘホのような音だが母音の後では発音されないことが多い。 例：bolehkah（ボレカ）=いいですか
- ny - 日本語のニャ・ニ・ニュ・ニェ・ニョのような音 [ɲ]。
- kh - ドイツ語の ch のような、口腔の奥をこすって出す音 [x]。現代では [k] で発音することも多い。

そのほか、語尾の破裂音ははっきりと開放されず、その舌もしくは唇の形をして終わる。すなわち、閉鎖のみで破裂を伴わない内破音である。
アルファベットの発音は、以下の通り。
| アー | ベー | チェー | デー | エー | エフ | ゲー | ハー | イー   | ジェー | カー   | エル   | エム |
| A    | B    | C      | D    | E    | F    | G    | H    | I      | J      | K      | L      | M    |
| エン | オー | ペー   | キー | エル | エス | テー | ウー | フェー | ウェー | エクス | イェー | ゼッ |
| N    | O    | P      | Q    | R    | S    | T    | U    | V      | W      | X      | Y      | Z    |

Cは、古くから使われている略語の時、「セー」と発音する。例：AC＝アーセー＝エアコン、WC＝ウェーセー＝トイレ
アルファベットの並び順は上の通りであるが、辞書によっては、語頭に限りKh、Ng、Ny、Syを別の文字として
A B C D E F G H I J K Kh L M N Ng Ny O P Q R S Sy T U V W X Y Z
のように並べることがある。すなわち、
nusuk→nganga
dingin→dinihari

## 文法その他
伝統的に交易語（リングワ・フランカ）として用いられて広まったことも有り、簡便な表現が多く、文法は世界の諸言語の中でも比較的簡単な部類に入る。
また、会話では話し相手が分かっていることはすべて省略して良いという暗黙の了解があるため、会話は他言語に比べ片言になりやすい。また微妙な発音の差で区別されるようなものもなく、入門、初級レベルでは学びやすい言語である。

### 語順
Saya makan nasi. - 私はご飯を食べます。
- 文の語順は、基本的に英語のような S（Saya 私）- V（makan 食べる）- O（nasi ご飯） である。ただし日本語のように「格」を省略することがある。
- 名詞・人称代名詞には格による変化はない。また、動詞は、主語の人称や数、時制によって変化しない。

Saya orang Jepang. - 私は日本人です。
- 英語のbe動詞にあたる語はない。S（Saya 私）- C（orang Jepang 日本人）でよい。名詞および名詞句からなる文を名詞文という。

Saya tamu. と tamu saya
- 修飾・被修飾の関係をあらわす語順は、修飾される語の後に修飾する語を置く。Saya tamu. は、saya（私）+ tamu（客）で「私は客です」という文（名詞文）、tamu saya は、被修飾語+修飾語で「私の客」という句（名詞句）である。同様に orang Jepang は「日本人」、orang-hutan（オランウータン）は、orang（人）+ hutan（森）で「森の人」を意味する。
- 例外として、数を表す語および時の経過を示す語は前に置く。例えば dua jam は、dua（基数の 2）+ jam（時）で「2×時」すなわち「2時間」を意味する。これに対して jam dua は、「2時」の意味である。

Silakan duduk. - 座ってください。
- 命令文の一例。他に Minta kopi. （コーヒーをくれ）など。また、Mari kita makan.（食べましょう）は英語の Let's do - にあたる勧誘の文である。

### 時制
インドネシア語に動詞の時制による語形変化はない。
- 現在を表す際は、Saya makan nasi dengan teman saya.　（私は友達と食事します　※完了/未完了が曖昧で日常習慣要素が大）
- 現在進行を表す際は、Saya sedang makan nasi dengan teman saya.　（私は友達と食事をしているところです）
- 未来を表す際は、Saya akan makan nasi dengan teman saya.　（私は友達と食事をする予定です）
- 完了を表す際は、Saya sudah makan nasi.（わたしはもうご飯を食べてしまいました）
- 未完了を表す際は、Saya belum makan nasi.（わたしはまだご飯を食べていません）

このほか、過去、現在、未来を言い表したいときには、「明日 besok」、「昨日 kemarin」のような時間を表す語を添え、合理的に判断する。
- Saya makan gado-gado kemarin.（私は昨日、ガドガドを食べた）

### 語形変化
印欧語によくみられる文法上の数・性の区別がないので、意味の変化を伴わない語形変化はない。
意味の変化を伴う語形変化は、もっぱら接頭辞や接尾辞による。原則として語幹は変化しない。たとえば、語幹動詞 makan（食べる）は、makanan（食べ物）、pemakan（食べる人）、minum（飲む）は、minuman（飲み物）、peminum（飲む人）などのように派生語を作る。
一般に、インドネシア語における語の形態素は大きく以下の3つに分けることができる。
- 接頭辞や挿入辞や接尾辞が付加している語

例: menggetar(接頭辞 me + 素語 getar)｛振動する｝
getaran(素語 getar + 接尾辞 an)｛振動｝
gemetar(挿入辞 em + 素語 getar)｛震える｝
- 単語の繰り返しでできた語(畳語)

1. 素語だけの繰り返し
例: gunung-gunung(素語 gunung)｛山々｝
2. 素語の繰り返しに接辞を付加する
例: keputih-putihan(接頭辞 ke, 素語 putih, 接尾辞 an)｛白っぽい｝
3. 素語の子音又は母音が変化する
例: gerak-gerik(素語 gerak)｛仕様/動き｝
- 合成語

例: makan pagi(makan=｛食べる｝, pagi=｛朝｝)｛朝食｝

語形の変化は、必ず規則的である。代表的な語形変化として、命令文以外の文で、動詞が他動詞として目的語を明確に示すときには語頭に me- を付ける。このとき、語幹の最初の音によって、me- が men- や meng- になったり間に挟まれた子音が鼻音化したりする規則的な変化がある。また、人称代名詞が前後に接頭辞、接尾辞として付着することがある（基本的な法則としてmengの場合は接頭語が母音もしくはkで始まる場合、menの場合は接頭語がtで始まる場合、memの場合は接頭語がpで始まる場合、その他はmeになると考えると覚えやすい）。
このように、語幹に特定の接頭辞が付いたとき、規則的に語幹の語頭の子音が鼻母音化することがある。また、口語では、接頭辞が付いて語幹の語頭の子音が鼻母音化した後に接頭辞部分が省略され、あたかも語頭が変化したかのような変化をする場合はある。

## 語

### 人称代名詞
人称代名詞は、英語などのような格変化はなく、また日本語のように格助詞を必要ともしない。
- saya（サヤ） - 私 (正式)
- aku（アク） - 僕、俺 (日常用)
- anda（アンダ） - あなた（正書法ではAは大文字にする事になっているが小文字で用いられる事が多い）

※ andaは丁寧な表現ではあるが相手との立場を考慮していないため会話では使われないことが多い。多くは名前（目上だと敬称付き）で呼ぶか、性別や年齢を考えて自分の家族に置き換えて呼ぶ場合が多い。（例　自分の父親の年齢に近い男性に対し親しみや尊敬を込めて bapak、pakなど）
- kamu （カム）, Kau (カウ) - きみ、おまえ (日常用)
- dia（ディア） - 彼、彼女（性の区別なし）
- kita（キタ）, kami（カミ） - わたしたち（ kita は話者の相手を含む包括形、kami は相手を含まない除外形、という区別がある）
- kalian（カリヤン） - あなたたち
- mereka（ムレカ） - 彼ら、彼女ら

### 動詞
- makan（マカン） - 食べる
- minum（ミヌム） - 飲む
- minta（ミンタ） - 欲しい
- mau（マウ） - したい
  - Saya mau minum kopi. - 私はコーヒーが飲みたい。

### 名詞
- jalan（ジャラン） - 道
- Jepang（ジュパン） - 日本
- bahasa（バハサ） - 言語、ことば
  - bahasa Jepang（バハサ ジュパン） - 日本語
- orang（オラン） - 人
  - orang Jepang（オラン ジュパン） - 日本人
  - orang utan （オラン ウタン） - オランウータン（森の人）
- nasi（ナシ） - ご飯
- kopi（コピ） - コーヒー

### 畳語
日本語にもよく見られる、同じ音を繰り返す語（畳語）がある。語と語の間にハイフンを入れる。名詞の複数形を示す他に、「多様」や「相互」、「反復」、「強意」などをあらわす。くだけた表記では繰り返さず語尾に「2」を付けて省略することがある。（例　sedikit-sedikit → sedikit2）
- negara (ヌガラ) - 国 → negara-negara - 国々、諸国、いろいろな国
- orang - 人 → orang-orang - 人々、いろいろな人
- sedikit - 少し → sedikit-sedikit - 少しずつ
- sama - 同じ → sama-sama - お互いさま、ご一緒に、どういたしまして
- kira-kira（キラキラ） およそ、だいたい
- abu-abu（アブアブ） 灰色
- laki-laki（ラキラキ） 男
- pura-pura（プラプラ） ～のふりをする
- gara-gara（ガラガラ） ～のせいで
- kura-kura（クラクラ） 亀
- kanak-kanak(カナカナ)　幼児
- lumba-lumba（ルンバルンバ） イルカ
- sehari-hari（スハリハリ） 日常の
- pertama-tama（プルタマタマ） 初めに
- kapan-kapan（カパンカパン） またいつか
- kadang-kadang（カダンカダン） 時々

### 略語(singkatan)
- TK=taman kanak-kanak  幼稚園
- SD=sekolah dasar  小学校
- SLTP=sekolah lanjutan tingkat pertama  中学校
- SMP=sekolah menengah pertama  中学校
- SMU=sekolah menengah umum  高等学校
- SMA=sekolah menengah atas 高校学校
- KTP=kartu tanda penduduk  住民登録証
- SIM=surat ijin mengemudi  運転免許証
- wartel(ワルテル)=warung telekomunikasi  公衆電話所 インターネットカフェ
- sinetron(スィネトゥロン)=sinema elektronik  テレビドラマ
- sembako(スンバコ)=sembilan bahan pokok  9大生活必需品
- KKN=korupsi kolusi nepotisme  汚職・癒着・縁故主義
- narkoba(ナルコバ)=narkotik dan obat-obatan  麻薬・危険薬物
- LSM=lembaga swadaya masyarakat  市民団体(NGO)
- satpam(サッパム)=satuan pengamanan　警備員
- DPR=dewan perwakilan rakyat  国会

### 数
数字の語順は、11-19の例外をのぞけば、日本語と同じく左の桁から右の桁へ、桁の名前を挟みながら読んでいく。ただし、3桁ごと。3桁ごとにピリオド (.) を添えて表記することもある。小数点はコンマ (,) で表す。
- 0 - kosong（コソン）,nol（ノル）
- 1 - satu（サトゥ）
- 2 - dua（ドゥア）
- 3 - tiga（ティガ）
- 4 - empat（ウンパッ）
- 5 - lima（リマ）
- 6 - enam（ウナム）
- 7 - tujuh（トゥジュ）
- 8 - delapan（デゥラパン）
- 9 - sembilan（スンビラン）
- 10 - sepuluh（スプル） < se=1, puluh= ×10 の意味
- 11 - sebelas（スブラス） < se=1, belas= +10
- 12 - dua belas（ドゥアブラス） < dua=2, belas= +10
- 20 - dua puluh（ドゥアプル） < dua=2, puluh= ×10
- 21 - dua puluh satu（ドゥアプル サトゥ）
- 30 - tiga puluh（ティガプル） < tiga=3, puluh= ×10
- 100 - seratus（スラトゥス） < se=1, ratus= ×100
- 200 - dua ratus（ドゥア ラトゥス）
- 300 - tiga ratus（ティガ ラトゥス）
- 1000 - seribu（スリブ） < se=1, ribu= ×1000
- 2000 - dua ribu（ドゥア リブ）
- 10000 - sepuluh ribu（スプル リブ）
- 100000 - seratus ribu（スラトゥス リブ）
- 1000000 - satu juta（サトゥジュタ）
- 1000000000 - satu miliar（サトゥ ミリアル）

- 0,12 - kosong koma satu dua（コソン コマ サトゥ ドゥア）,nol koma dua belas（ノルコマデゥアブラス）

## 表現

### あいさつ
- Halo（ハロー）、Hai（ハイ）- 気軽なあいさつ、呼びかけ
- Selamat pagi（スラマッ・パギ）- おはようございます
- Selamat siang（スラマッ・スィアン）- こんにちは（日中の挨拶）
- Selamat sore（スラマッ・ソレ）- こんにちは、こんばんは（夕方の挨拶）
- Selamat malam（スラマッ・マラム）- こんばんは、おやすみなさい（など、夜の挨拶）
- Selamat tidur（スラマッ・ティドゥル）- おやすみなさい
- Apa kabar?（アパ・カバル）- ご機嫌いかがですか？お元気ですか？
- Baik（バイッ）- 元気です

### その他
- Senang bertemu dengan anda - はじめまして（あなたにお会いできてうれしいです）andaは必要に応じ要変更
- Nama saya ～　（ナマ・サヤ・～）- 私の名前は～です。
- Salam kenal（サラム・クナル）- はじめまして；よろしくお願いします（書き言葉として；略語に「Salken」がある）
- Selamat datang（スラマッ・ダタン）- ようこそ
- Terima kasih（トゥリマ・カシー）- ありがとう
  - Sama-sama（サマ・サマ）- どういたしまして（Terima kasihに対して）
- Selamat jalan（スラマッ・ジャラン）- （立ち去る人に対して）さようなら（当分のあいだ会えない別れに用いる）
- Selamat tinggal（スラマッ・ティンガル）- （留まる人に対して）さようなら（当分のあいだ会えない別れに用いる）
- Sampai jumpa lagi（サンパイ・ジュンパ・ラギ）-ではまた会いましょう、さようなら
- Maaf（マアフ） - すみません、ごめんなさい
  - Tidak apa-apa（ティダ・アパアパ） - かまいません、大丈夫です
- Hati-hati (ハティハティ)　- お気をつけて

## 辞書
現在、比較的入手しやすい代表的な辞書としては以下の通り。
- 『現代インドネシア語辞典』 - 末永晃 編、大学書林、1994年、ISBN 978-4-47-500028-4
- 『インドネシア語基本語用例辞典』 - 森村蕃 編著、大学書林、1993年、ISBN  978-4-47-500081-9
- 『インドネシア語辞典―ポケット版』 - 末永晃 編、大学書林、1992年、ISBN 978-4-47-500073-4
- 『現代日本語インドネシア語辞典』 - 末永晃 編、大学書林、1984年、 ISBN 978-4-47-500030-7
- 『最新インドネシア語小辞典』 - 佐々木重次編、Sanggar Bahasa Indonesia[注釈 4]、2020年[5][注釈 5]
- 『プログレッシブ インドネシア語辞典』 - 舟田京子 高殿良博 左藤正範 編、小学館、2018年、 ISBN 978-4-09-515811-2[6]
- 『インドネシア語学習辞典』- 川上雄作 編、遊文舎、2023年、ISBN 978-4-910433-32-5[7]

なお、戦前期の南方研究者などの間では、今日のインドネシア語と出自を同じくするマレー語（馬来語）の辞書が広く利用されていた。それらの日本語対訳辞書の代表的なものは以下の通り。
- 越智有 『馬日辞典』、南洋協会台湾支部（台湾総督府内）、大正12年（1923年）.
- 宮武正道 『日馬小辞典』、岡崎屋書店、 昭和13年（1938年）.
- 平岡閏三、ハヂー・ビン・ウォンチ（共著）『馬来 - 日本語字典』、南洋協会台湾支部（台湾総督府内）、昭和15年（1940年）.　著者の一人ハヂー・ビン・ウォンチ(Bachee bin Wanchik)氏はマラヤ(当時)出身のマレー人である。
- 藤野可護 『模範馬日辞典』、花屋商会（シンガポール）、 昭和16年（1941年）.
- 武富正一 『馬来語大辞典』、旺文社、昭和17年（1942年）.本辞典には机上版と縮刷版の2種類がある。
- 岡本泰雄編 『東亜辞典』、昭南本願寺日本語塾（シンガポール）、昭和18年（1943年）（皇紀2603年）.
- 統治学盟編 『標準 馬来語大辞典』、博文館、昭和18年（1943年）.
- 上原訓藏 『日馬新辞典』、晴南社、昭和19年（1944年）.
- 佐藤栄三郎 『インドネシヤ最新馬来語辞典』、弘文社、昭和19年（1944年）.